# Xi’an Aircraft Industrial Corporation
Xi’an Aircraft Industrial Corporation («Сианьская авиастроительная корпорация», также известна как Xi'an Aircraft Industry Group и Xi’an Aircraft Company Limited) — китайская авиастроительная корпорация, дочернее предприятие государственного холдинга AVIC. Специализируется на разработке и производстве гражданских и военных самолётов. Штаб-квартира и производственные мощности базируются в районе Яньлян города Сиань, рядом с аэропортом Сиань Яньлян. 
В состав Xi’an Aircraft Industrial Corporation входят Авиаконструкторский институт военной авиации № 603 (Сиань) и НИИ систем автоматического управления полетом № 618 (Сиань). Акции основного актива — дочерней компании AVIC Xi’an Aircraft Industry Group (бывшая AVIC Aircraft Company Limited и Xi’an Aircraft International Corporation), основанной в 1997 году, котируются на Шэньчжэньской фондовой бирже.

## Продукция
Основной модельный ряд Xi’an Aircraft Industrial Corporation: 
- Тяжёлый военно-транспортный самолёт Xi’an Y-20[9]
- Военно-транспортный и пассажирский самолёт Xi’an Y-7
- Стратегический бомбардировщик Xi’an H-20
- Стратегический бомбардировщик Xi’an H-6
- Истребитель-бомбардировщик Xi’an JH-7
- Палубный самолёт ДРЛО Xi’an KJ-600
- Пассажирский самолёт Xi’an MA60
- Пассажирский самолёт Xi’an MA600
- Пассажирский самолёт Xi’an MA700
- Беспилотный летательный аппарат вертолетного типа V-750[10]

Также Xi’an Aircraft Industrial Corporation производит комплектующие для других моделей:
- Крылья и фюзеляж для Comac ARJ21
- Комплектующие для Comac C919[11]
- Вертикальные стабилизаторы и створки для Boeing 737 и Boeing 737NG[12][13]
- Стабилизаторы, закрылки, другие алюминиевые и титановые детали для Boeing 747, Boeing 747-8 и Boeing 787 Dreamliner
- Крылья для Airbus A320
- Секции фюзеляжа для ATR 42 и ATR 72

Совместное предприятие Xi’an Aircraft Industrial Corporation и французской компании Safran SA выпускает корпуса турбин и системы посадки. 

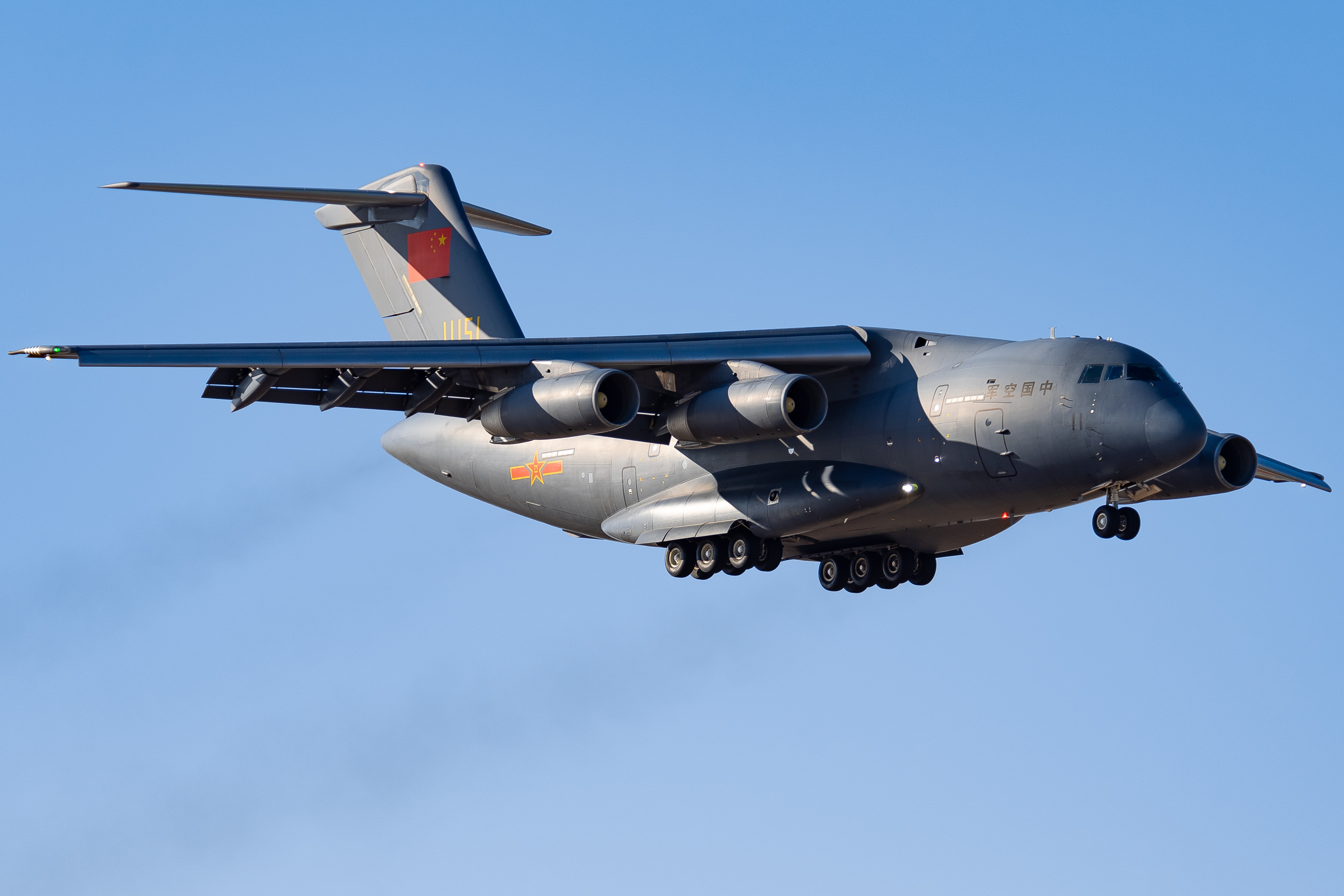
Xi’an Y-20
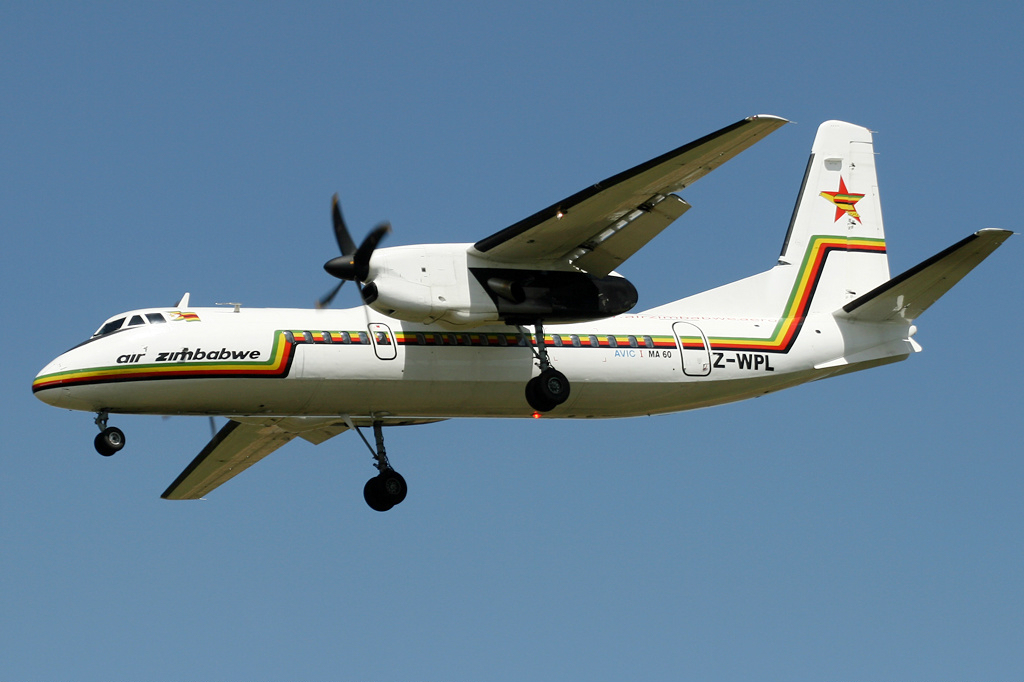
Xi’an MA60
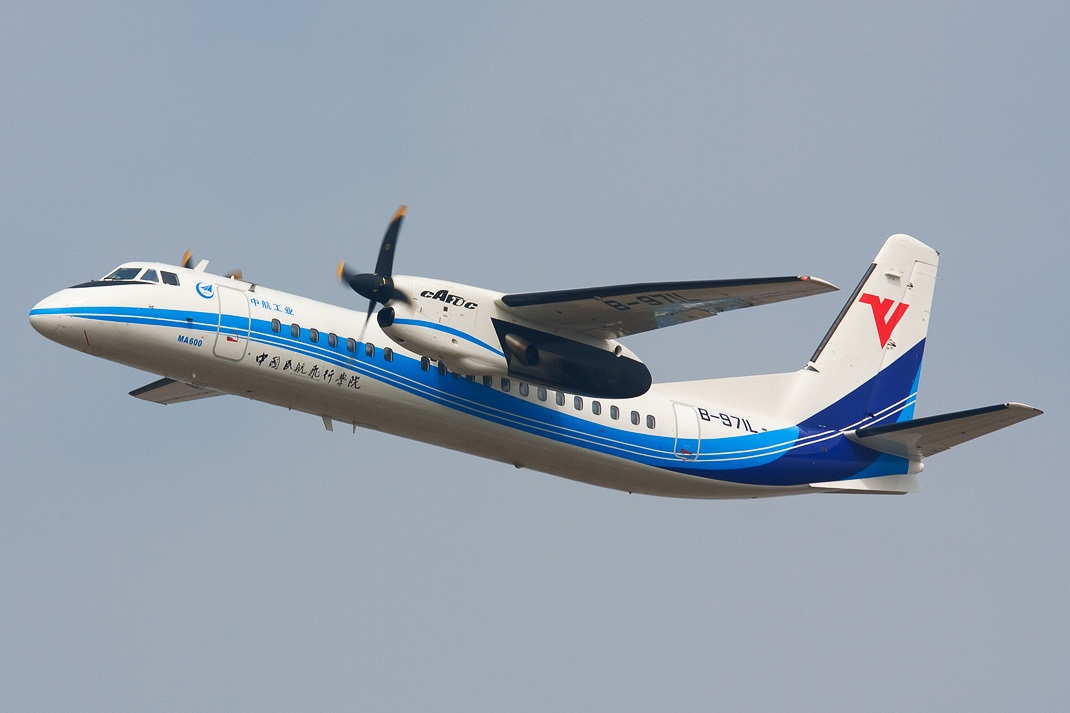
Xi’an MA600
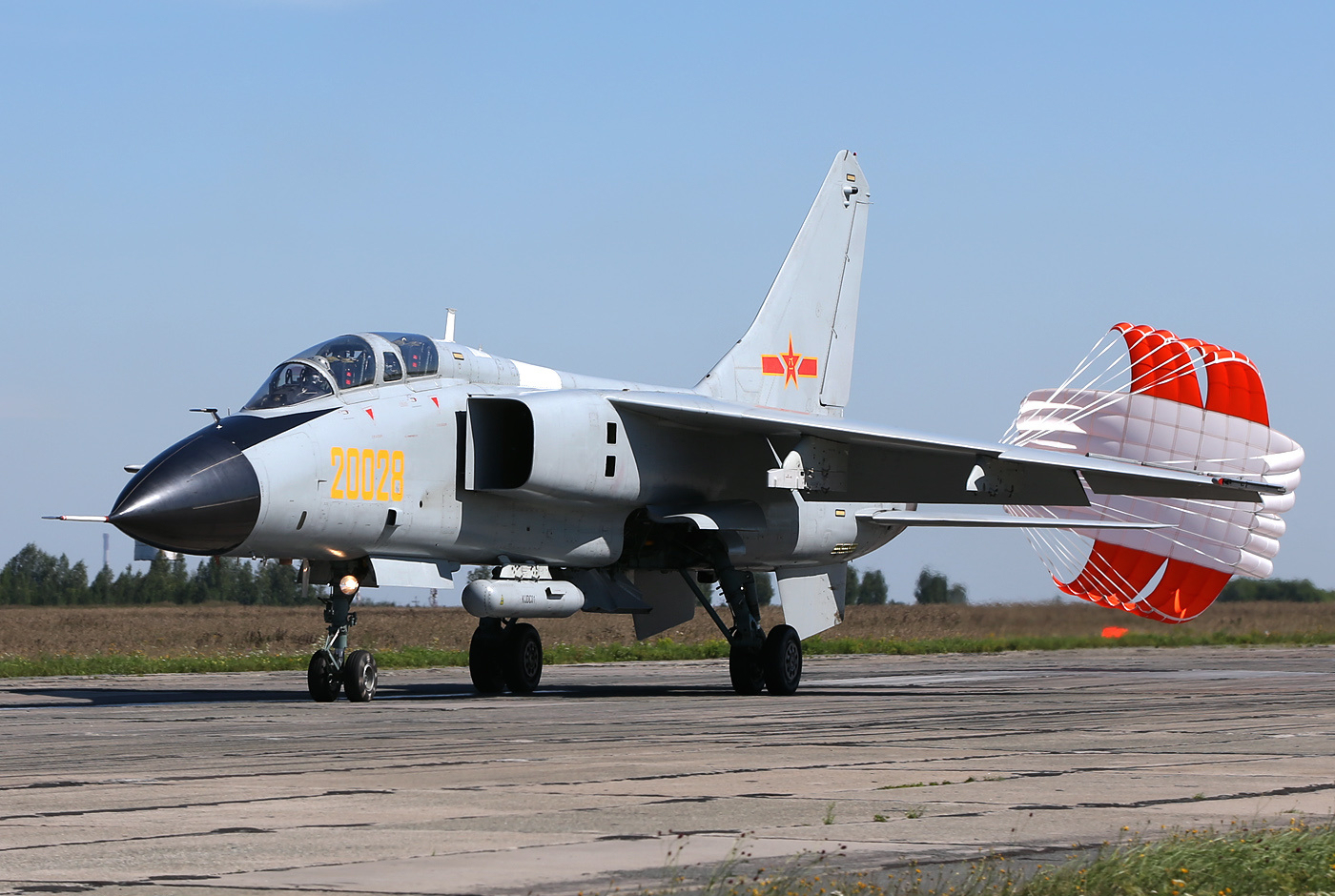
Xi’an JH-7
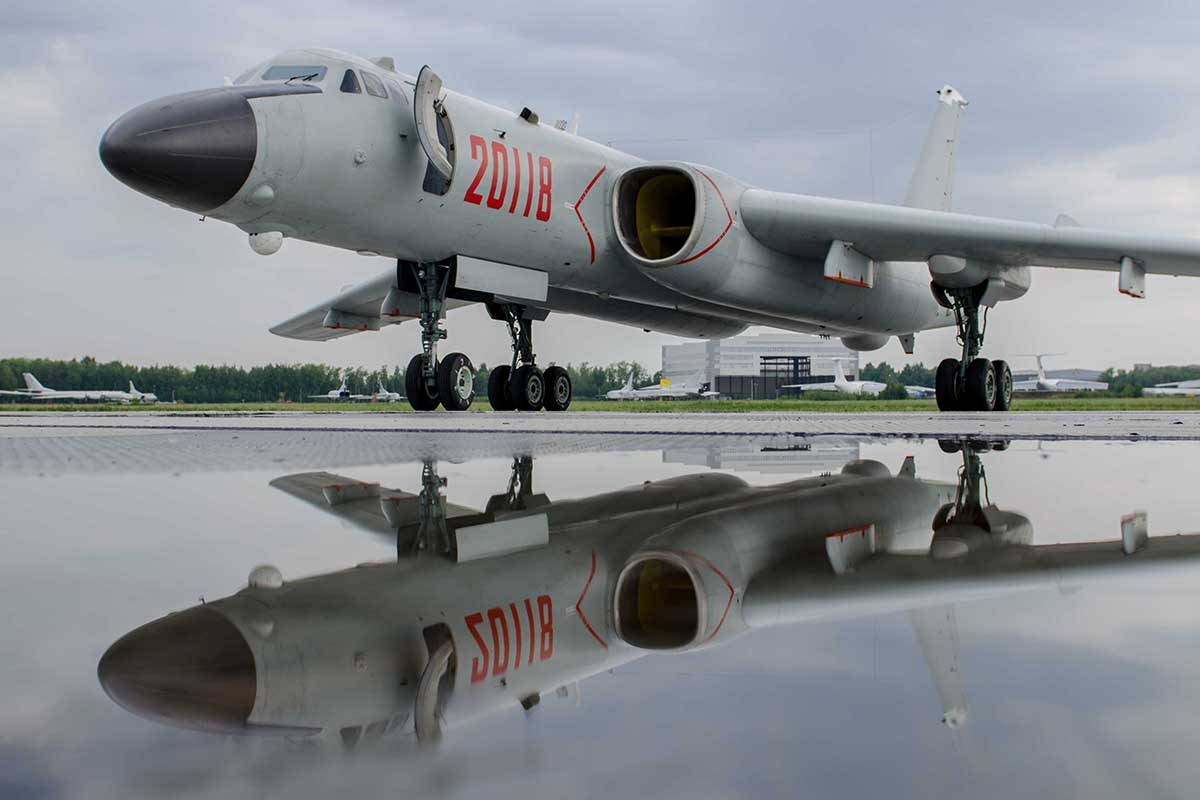
Xi’an H-6
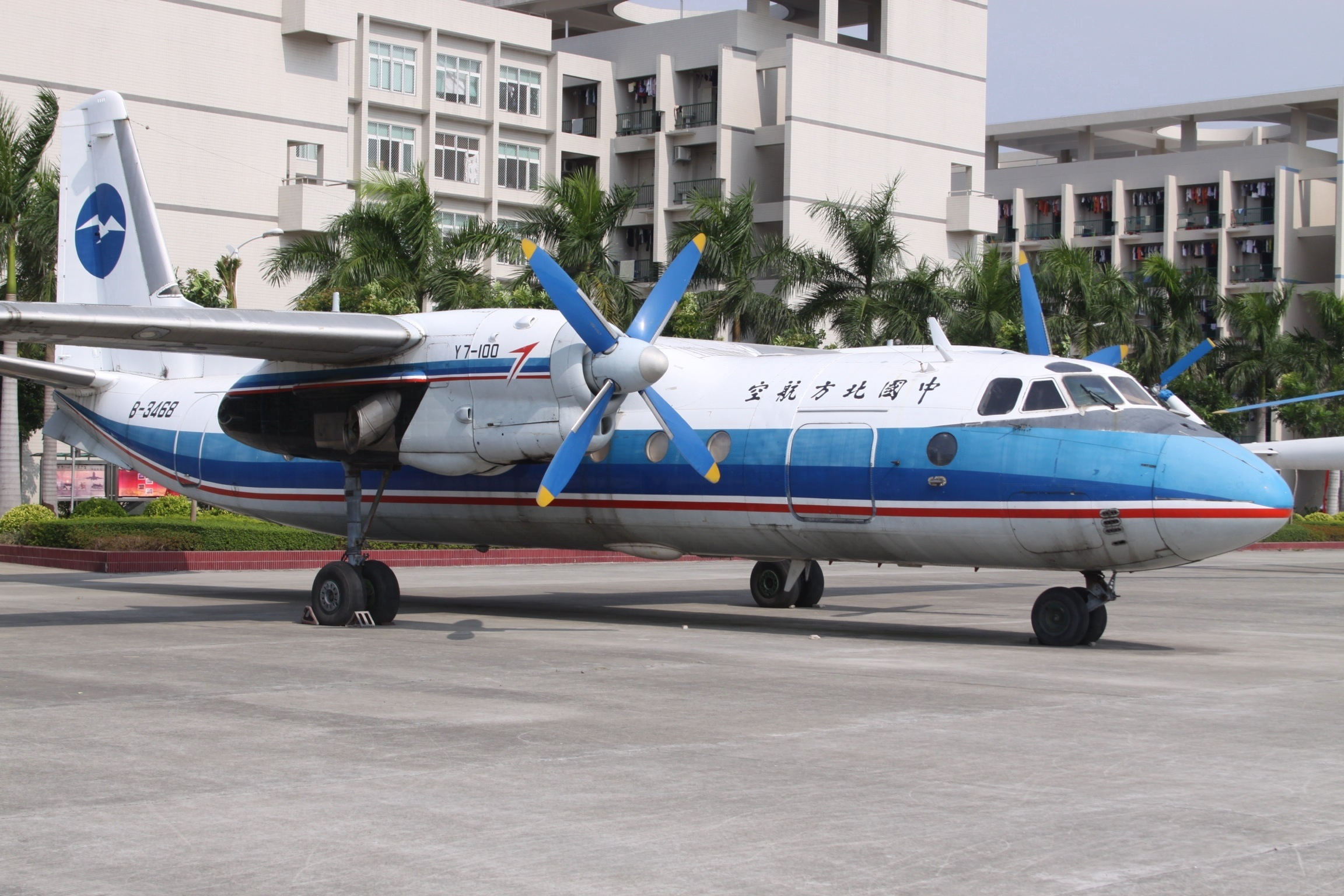
Xi’an Y-7

## Дочерние компании
- Shaanxi Aircraft Corporation (военно-транспортные и патрульные самолёты)
- AVIC Xi’an Aircraft Industry Group (военные и пассажирские самолёты, авиационные комплектующие)
- XAC Decoration Engineering (авиационные комплектующие)
- Shaanfei Ruifang Aviation Decoration (авиационные комплектующие)
- China Aerospace Hydroplane Industry (авиационные комплектующие)
- Silver Bus Company (пассажирские автобусы)
- XAC Import and Export Company (внешнеторговые операции)
- Xian Aircraft Asset Management (управление активами)